# Amphistomus storeyi
Amphistomus storeyi är en skalbaggsart som beskrevs av Matthews 1974. Amphistomus storeyi ingår i släktet Amphistomus och familjen bladhorningar. Inga underarter finns listade i Catalogue of Life.